# Индекс автомобильных номеров Греции

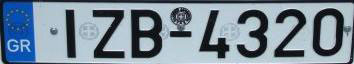
Греческий номер

Регистрационные знаки греческих транспортных средств состоят из трёх букв и четырёх цифр (например: ААА-1000). Буквы присваиваются в соответствии с регионами, а цифры используются от 1000 до 9999. Такие же таблички, но с цифрами от 1 до 999 используются на мотоциклах, объём двигателя которых превышает 50 см3.
Изменение букв в автомобильном номере идёт в алфавитном порядке. Например: государственный номер АХА-1000, где АХ обозначает ном Ахею. Когда будет выдан номер АХА-9999, начнётся выдача номеров с АХВ-1000, и так до AXX-9999. В автомобильных номерах Греции используются только буквы греческого алфавита, совпадающие по начертанию с буквами латинского алфавита, а именно: A, B, E, Z, H, I, K, M, N, O, P, T, Y, X.

## История номеров
Первые греческие номерные знаки состояли из четырёх или пяти цифр (например: 1-111 или 11-111). В 1960 году была введена форма из шести цифр (например: 111—111). Она использовалась до 1983 года, когда были введены знаки с формой из трёх букв и четырёх цифр (например: ААА-1000).

## Индексы в алфавитном порядке
- AB — Кавала
- AZ — Ахея
- AE — Ласити
- AH — Ксанти
- AI — Этолия и Акарнания
- AK — Лакония
- AM — Фокида
  - AM [O, P, T, Y, X] (красные буквы) такси
- AN — Ласитион
- AO — Ахея
- AP — Арголида
- AT — Арта
- AX — Ахея
- BB — Магнисия
- BE — Пирей
- BH — Пирей
- BI — Беотия
- BK — Восточная Аттика
- BM — Восточная Аттика
- BN — Западная Аттика
- BO — Магнисия
- BP — Западная Аттика
- EB — Эврос
- EE — Пелла
- EH — Эвбея
- EZ — Киклады
- EM — Киклады
- EP — Серре
- ET — Керкира
- EY — Лефкас
  - EY [Y] такси
- ZA — Закинф
- ZZ — Афины
- ZH — Афины
- ZK — Афины
- ZM — Афины
- ZN — Пирей
- ZP — Пирей
- ZT — Западная Аттика
- ZY — Восточная Аттика
- ZX — Восточная Аттика
- HA — Элида
- HZ — Ираклион
- HK — Ираклион
- HM — Иматия
- HN — Теспротия
- HP — Ираклион
- IA
  - IA [A, B, E] (жёлтый цвет) международный транспорт
- IB — Афины
- IE — Афины
- IZ — Афины
- IH — Афины
- IK — Афины
- IM — Афины
- IN — Янина
- IO — Афины
- IP — Афины
- IT — Афины
- IY — Афины
- KA — Кардица
- KB — Кавала
- KE — Кефалиния
- KZ — Козани
- KH — Эвритания
  - KH [I, O, Y] (оранжевый цвет) служебные государственные автомобили
- KI — Килкис
- KK — Родопи
- KM — Мессиния
- KN — Пиерия
- KO — Родопи
- KP — Коринфия
- KT — Керкира
- KX — Додеканес
  - KX [Y] (красный цвет) такси
- MO — Самос
- ME — Этолия и Акарнания
- MH — Лесбос
- MI — Фтиотида
- MO — Самос
  - MO [I, O, Y] (красный цвет) такси
- MT — Лесбос
- MY — Лесбос
- NA — Салоники
- NB — Салоники
- NE — Салоники
- NZ — Салоники
- NH — Салоники
- NI — Салоники
- NK — Салоники
- NM — Салоники
- NN — Салоники
- NO — Салоники
- NP — Салоники
- NT — Салоники
- NY — Салоники
- NX — Салоники
- OP — Эврос
- PA — Флорина
  - PA [I, O, Y] (красные буквы) такси
- PB — Коринфия
- PE — Ретимнон
- PZ — Превеза
- PH — Ретимнон
- PI — Лариса
- PK — Додеканес
- PM — Драма
- PN — Гравена
- PO — Додеканес
- TA
  - TA [A, B, E, Z, H] (жёлтый цвет) такси
- TK — Трикала
- TP — Аркадия
- YA — Афины
- YB — Афины
- YE — Афины
- YZ — Афины
- YH — Афины
- YI — Пирей
- YK — Пирей
- YM — Пирей
- YN — Пирей
- YO — Западная Аттика
- YP — Западная Аттика
- YT — Западная Аттика
- YY — Восточная Аттика
- YX — Восточная Аттика
- XA — Эвбея
- XB — Ханья
- XE — Афины
- XZ — Афины
- XH — Афины
- XI — Хиос
- XK — Халкидики
- XN — Ханья
- XO — Хиос
- XP — Афины
- XT — Афины
- XY — Афины
- XX — Афины

## Специальные индексы
Транспортные средства, принадлежащие государству или вооружённым силам, используют специальные комбинации букв.
- ΑΝ.Π. (Ανάπηροι Πολέμου) — инвалиды войны (голубой цвет)
- ΔΟΚ (Δοκιμαστικές) — временная табличка
- ΔΣ (Διπλωματικό Σώμα) — дипломат или иностранная делегация (зеленый цвет)
- Ε.Α. or ΕΛ.ΑΣ. (Ελληνική Αστυνομία) — полиция
- ΛΣ (Λιμενικό Σώμα) — береговая охрана
- ΞΑ (Ξένες Αποστολές) — иностранные представительства (жёлтый цвет)
- ΕΣ (Ελληνικός Στρατός) — греческая армия
- ΠΑ (Πολεμική Αεροπορία) — греческие ВВС
- ΠΝ (Πολεμικό Ναυτικό) — греческий военно-морской флот
- ΠΣ (Πυροσβεστικό Σώμα) — пожарная охрана